# Bundesautobahn 19
La Bundesautobahn 19, abbreviata anche in A 19, è una autostrada tedesca che collega la A 24 a Wittstock/Dosse con la città di Rostock.
Fa parte del percorso della strada europea E55. Il suo tracciato di circa 124 km, con la chilometrica che si sviluppa da sud a nord, ha inizio nel Brandeburgo e termina nel Meclemburgo-Pomerania Anteriore. Poco dopo il termine dell'autostrada a Rostock vi è l'ingresso del Warnowtunnel, soggetto al pagamento di un pedaggio.

## Percorso
| A 19 |           |                                         |       |                     |                |
| Tipo | n° uscita | Indicazione                             | km    | Corrispondenze      | Strada europea |
|      | 4         | Rostock Uberseehafen                    | 122,8 |                     |                |
|      | 5         | Rostock Nord                            | 118,9 |                     |                |
|      | 6         | Rostock Ost                             | 116,9 |                     |                |
|      | 7         | Rostock Sud                             | 113,7 |                     |                |
|      | 8         | Kessin                                  | 110,1 |                     |                |
|      | 9         | Quadrivio di Rostock                    | 107,8 |                     |                |
|      | 10        | Kavelstorf                              | 105,9 |                     |                |
|      | 11        | Laage                                   | 91,2  |                     |                |
|      |           | Area di servizio "Recknitz - Niederung" | 85,0  |                     |                |
|      | 12        | Glasewitz                               | 83,5  |                     |                |
|      | 13        | Gustrow                                 | 77,1  |                     |                |
|      | 14        | Krakow                                  | 66,2  |                     |                |
|      | 15        | Linstow                                 | 58,3  |                     |                |
|      | 16        | Malchow                                 | 42,3  |                     |                |
|      | 17        | Waren                                   | 38,0  |                     |                |
|      | 18        | Robel                                   | 26,5  |                     |                |
|      |           | Area di servizio "Wulfersdorf West"     | 10,6  | Solo dir. Wittstock |                |
|      | 20        | Wittstock                               | 2,5   |                     |                |
|      | 21        | Trivio di Wittstock                     | 0,0   |                     |                |